# Delias shunichii
Delias shunichii is een vlindersoort uit de familie van de Pieridae (witjes), onderfamilie Pierinae.
Delias shunichii werd in 1996 beschreven door Morita.